# استیو بنجامین (ملوان)
استیو بنجامین (انگلیسی: Steve Benjamin؛ زادهٔ september ۲۹, ۱۹۵۵ (۶۹ سال)) ورزشکار اهل ایالات متحده آمریکا است.
وی در مسابقات کشوری و بین‌المللی در مجموع برندهٔ ۱ مدال نقره شده‌است.